# Olga Krause

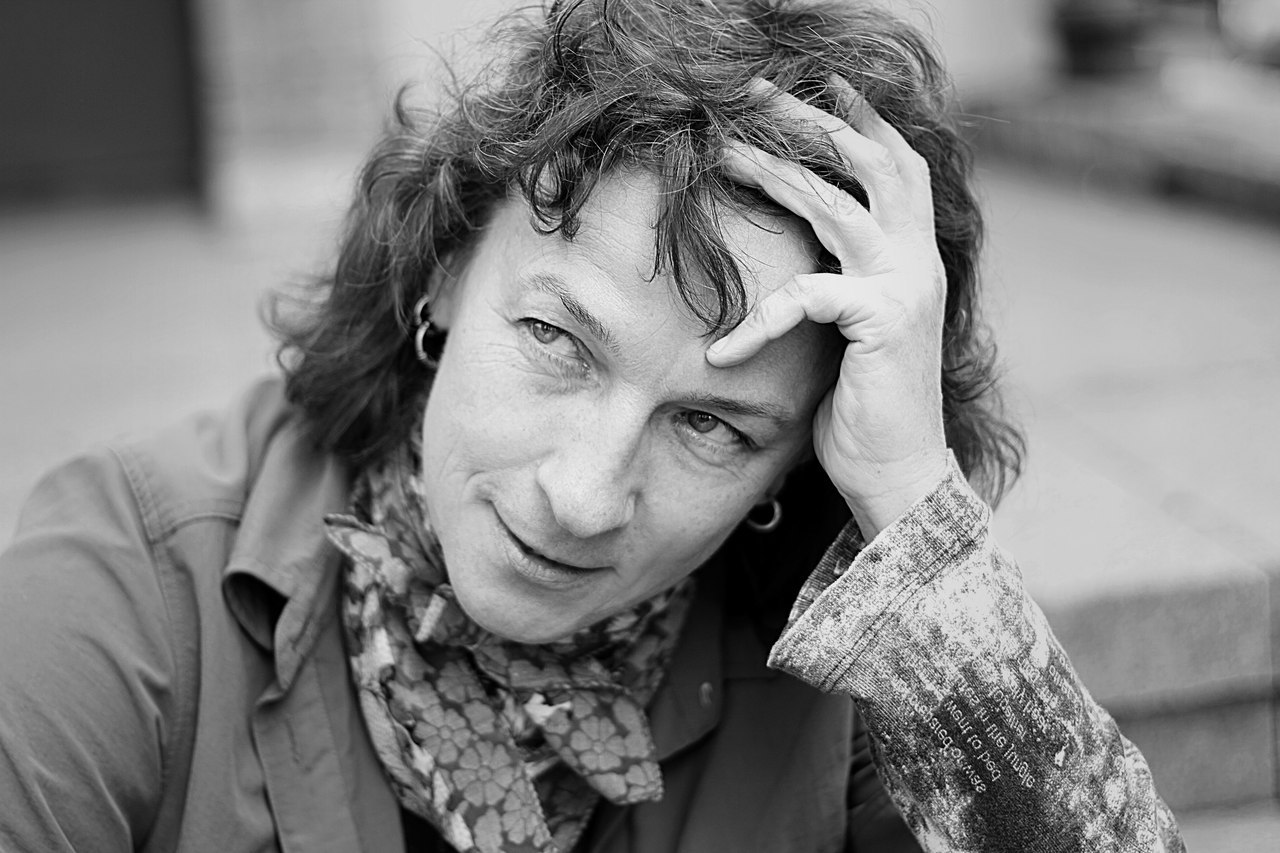
Olga Krause (2012)

Olga Krause (geb. 15. März 1953 in Leningrad, Sowjetunion) ist eine russische Liedermacherin und Schriftstellerin.

## Biografie
Sie wurde 1953 in Leningrad als erstes Kind des Eisenbahn-Ingenieur-Ehepaars Leopold Krause und Nata Grigorowitsch geboren. Den Familienchroniken zufolge war der Vater österreichischer Abstammung, die Mutter hatte jüdisch-polnische Wurzeln. Die vierköpfige Familie reiste in den 1950er- und 1960er-Jahren viel durch die Sowjetunion.
Nach Abschluss der Mittelschule in Dnepropetrowsk Ende der 1960er-Jahre Umzug nach Leningrad, wo sie eine Chorschule besuchte und u. a. im Kirow-Kulturinstitut und der Eremitage Unterricht in bildender Kunst nahm. Erste Veröffentlichungen von Gedichten in der Lokalzeitung „Gattschina-Prawda“. War in den 1970er- bis 1990er-Jahren aktiv in mehreren Theater- und Literaturvereinigungen. In den 80er-Jahren Teil der KünstlerInnengruppe ETAP (dt. „Experimentelle Liedermacher-Genossenschaft“). Zahlreiche Auftritte auf den offiziellen Bühnen in Leningrad und Tourneen in der Sowjetunion. In den 90er-Jahren im Rahmen des russisch-deutschen Kulturaustauschs auch Konzerte in Deutschland, Österreich und den Niederlanden.
Krause lebt offen lesbisch. Sie arbeitete gemeinsam mit der Kunstwissenschaftlerin Olga Zhuk an der Herausgabe der Zeitschrift „Gej, Slavyanje“ (dt. „(G)ay, ihr Slawen“) mit. In den 1980er-Jahren organisierte sie in Leningrad einen „Klub der unabhängigen Frauen“, der sich um die Unterstützung von Lesben und alleinerziehenden Müttern engagierte. Gemeinsam mit Professor Alexander Kucharsky gründete sie im Oktober 1991 die erste offizielle LGBT-Organisation Sowjetrusslands „Krylja“ (Assoziation zum Schutz der Rechte von Schwulen und Lesben „Flügel“).
2006 erschien ihr Buch „Mein Weg in die Musik“. Die autobiographische Erzählung wurde 2009 in einer erweiterten Version unter dem Titel „Otpetaja Zhizn“ (dt. etwa „ein knallhartes musikalisches Leben“) neu herausgegeben. 2007 publizierte der Moskauer Queer-Verlag den Sammelband „Jo-mojo“ (unübersetzbar, dt. etwa „ach du meine Fresse“). Seitdem weitere Publikationen von Lyrik und Prosa online sowie im Eigenverlag.

## Musikalisches Werk
- Winterkonzert im Theatermuseum St. Petersburg (Februar 2014)
- „Zwei Monde“
- „Losgerissen von der Kette“, 2005
- „Genau deshalb!“ 2006
- „Best of“, 2011
- „Pfingstvogel“, 2011
- „Romanzen“, 2012

## Bibliografie
- „Katjas Garten“: Der Katharinen-Gartenn im Zentrum von St. Petersburg war zu Sowjet-Zeiten der wichtigste Treffpunkt für Schwule und auch Lesben. Der Erzählband ist eine Sammlung von Geschichten über die Menschen und Treffen in dieser „Cruising-Zone“. Auf Russisch. Ridero, 2017, 142 S., ISBN 978-5-4485-6303-4
- „Das Kharkiv-Büchlein“: Gedichte 2011–2018. Auf Russisch.Ridero, 186 S., ISBN 978-5-4485-6404-8
- „Hinter der Fassade dieses Gartens“: Historische Erzählungen. Auf Russisch. Ridero, 2017, 116 S. ISBN 978-5-4490-0619-6
- „Im freien Flug“: Phantastische Erzählungen. Auf Russisch. Ridero, 2018, 114 S. ISBN 978-5-4490-4080-0
- „Jo-mojo“. Queer-Verlag Moskau, 2007, auf Russisch. 140 S., ISBN 5-91108-011-7
- „Otpetaja Zhizn“: Autobiographische Erzählungen. Tver, Verlag Novaya Realnost,  2009, 165 S., ISBN 978-5-98144-107-3, deutsche Übersetzung „Zu kess für die KPSS: Mein Leben als Liedermacherin in der Sowjetunion“